# Jack Bassam Barakat
Jack Bassam Barakat (Libano, 18 giugno 1988) è un musicista statunitense.

## Biografia e carriera
Jack Barakat è il chitarrista del gruppo musicale pop-punk/emo-pop All Time Low. 
Ha un fratello maggiore, Joe, e una sorella, May. Quando i figli erano ancora piccoli, la madre Joyce e il padre Bassam decisero di trasferirsi a Baltimora, dove Jack conobbe i suoi migliori amici. Durante gli anni trascorsi nella High School, Jack e il suo amico Marc Shilling decisero di formare una band. Jack conosceva un batterista, Yanni Giannaros, e cercò di convincere il suo amico Alex Gaskarth a cantare e suonare la chitarra nella band. La band decise di chiamarsi NeverReck, e iniziarono a comporre le proprie canzoni. In seguito, Giannaros fu rimpiazzato da Rian Dawson. Mesi dopo, Shilling fu buttato fuori dalla band e Zack Merrick fece il suo ingresso nella band.

## Discografia

### Album in studio
- 2005 – The Party Scene
- 2007 – So Wrong, It's Right
- 2009 – Nothing Personal
- 2011 – Dirty Work
- 2012 – Don't Panic
- 2015 – Future Hearts
- 2017 – Last Young Renegade
- 2020 – Wake Up, Sunshine
- 2023 – Tell Me I'm Alive

### Album dal vivo
- 2010 – Straight to DVD
- 2016 – Straight to DVD II: Past, Present and Future Hearts